# Teluk Batil
Teluk Batil is een bestuurslaag in het regentschap Siak van de provincie Riau, Indonesië. Teluk Batil telt 1353 inwoners (volkstelling 2010).